# Земля дівчат
«Земля дівчат» (англ. The Land Girls, «Дівчата землі») — воєнно-романтичний фільм режисера Девіда Ліленда 1998 року, знятий на основі книги «Land Girls» Ангели Гат. У головних ролях: Кетрін Маккормак, Рейчел Вайс, Анна Фріл, Стівен Макінтош, Енн Белл. Прем'єра фільму відбулася 20 січня 1998 року на фестивалі «Санденс» (США).
За сюжетом, три молоді англійки — закохана в морського офіцера мрійлива Стелла, моторна випускниця університету Ейг і розсудлива перукарка Прю — під час Другої світової війни вступають до Жіночої армії Землі (англ. Women's Land Army) та їдуть працювати на ферму в Дорсеті задля допомоги британським збройним силам. Протягом фільму ці три різні дівчини стають найкращими подругами та вирішують свої життєві, романтичні й інші проблеми.

## У ролях
| Актори           | Ролі         |
| ---------------- | ------------ |
| Кетрін Маккормак | Стелла       |
| Рейчел Вайс      | Ейг          |
| Анна Фріл        | Прю          |
| Стівен Макінтош  | Джої Лоуренс |
| Том Джорджесон   | пан Лоуренс  |
| Морін О'Браєн    | пані Лоуренс |
| Люсі Екхерст     | Джанет       |
| Джеральд Даун    | Ретті        |
| Пол Беттані      | Філіп        |
| Енн Белл         | мати Філіпа  |

## Виробництво
Кошторис фільму склав £6 млн.
Знімання проводилися в Сомерсеті: в Ексмурському національному парку, на залізничній станції Кроукомб Гітфільд (Західна залізниця Сомерсету) та в Далвертоні.

## Відгуки
Фільм здобув переважно позитивні відгуки кінокритиків. На сайті Rotten Tomatoes у фільма 61% позитивних рецензій із 18-ти. Кінокритик Роджер Еберт оцінив фільм у 2½ зірки із 4-х.